# Javier Aguirre
Javier Aguirre Onaindía (* 1. prosince 1958 Ciudad de México) je bývalý mexický fotbalový záložník. S Clubem América vyhrál mexickou ligu 1983–84. Za mexickou reprezentaci nastoupil v letech 1983 až 1992 v 59 zápasech a vstřelil 13 branek. Startoval na domácím mistrovství světa ve fotbale 1986, ve čtvrtfinále proti Německu byl vyloučen.
Po ukončení hráčské kariéry se stal trenérem, v letech 2001 až 2002 a 2009 až 2010 vedl mexickou reprezentaci a vyhrál s ní Zlatý pohár CONCACAF 2009.
Je známý pod přezdívkou El Vasco (Bask).